# Ван-Дорн-стрит
Ван-Дорн-стрит (англ. Van Dorn Street) — надземная станция Вашингтонгского метро на Синей линии. В часы пик также обслуживается Жёлтой линией. Она представлена одной платформой: островной. Станция обслуживается Washington Metropolitan Area Transit Authority. Расположена на пересечении южной части Ван-Дорн-стрит и Эйзенхауэр-авеню, вблизи от межштатной автомагистрали № 495 Вашингтонская кольцевая автострада (Capital Beltway).
Станция была открыта 15 июня 1991 года.
Изначально планировалось, что станция Ван-Дорн-стрит станет частью Жёлтой линии, но в начале 1990 года было решено станция будет частью Синей линии, поскольку Жёлтая линия будет смещена к станции Хантингтон. В период 1991—1997 года была юго-западной конечной станцией Синей линии, до продления линии до станции Фрэнкония-Спрингфилд в 1997 году. С открытием станции Синия линия была продлена на 6,3 км.